# Acantholimon kuramense
Acantholimon kuramense är en triftväxtart som beskrevs av Igor Alexandrovich Linczevski. Acantholimon kuramense ingår i släktet Acantholimon och familjen triftväxter. Inga underarter finns listade i Catalogue of Life.